# Málaga (provins)
Provinsen Málaga (spansk: Provincia de Málaga) er en provins i det sydlige del af Spanien, i den autonome region  Andalusien. Provinsen grænser til provinserne Cádiz, Sevilla, Córdoba og Granada. 
Provinsen har et areal på 7 308 km² og ca. 1,6 millioner indbyggere. Cirka 2/5 af befolkningen bor i provinshovedstaden Málaga. Málaga provinsen har 100 kommuner. Omkring hovedstaden er Marbella, Vélez-Málaga, Antequera og Ronda de største byer.
Provinsens vigtigste indtægtskilde er turisme, særlig langs strandene i Costa del Sol, som besøges af millioner af turister hvert år. 

## Kommuner og byer
| Kommune               | Indbyggere (år: 2006) |
| --------------------- | --------------------- |
| Málaga                | 560.631               |
| Marbella              | 125.519               |
| Fuengirola            | 74.124                |
| Mijas                 | 68.729                |
| Vélez-Málaga          | 61.147                |
| Torremolinos          | 58.683                |
| Estepona              | 58.603                |
| Benalmádena           | 50.298                |
| Antequera             | 44.032                |
| Ronda                 | 35.863                |
| Rincón de la Victoria | 33.817                |
| Alhaurín de la Torre  | 30.281                |
| Alhaurín el Grande    | 21.070                |
| Coín                  | 20.551                |
| Nerja                 | 20.361                |
| Cártama               | 17.690                |
| Torrox                | 14.925                |
| Álora                 | 13.204                |
| Arenas                | 1.500                 |